# 27525 Vartovka
27525 Vartovka este un asteroid din centura principală de asteroizi.

## Descriere
27525 Vartovka este un asteroid din centura principală de asteroizi. A fost descoperit pe 29 aprilie 2000 la Observatorul din Ondřejov de Petr Pravec și Peter Kušnirák. Asteroidul prezintă o orbită caracterizată de o semiaxă mare de 2,25 ua, o excentricitate de 0,18 și o înclinație de 4,9° în raport cu ecliptica.